# Árpási Katalin
Árpási Katalin (eredeti neve: Gerstner Katalin) (Pest, 1854. október 3. – Arad, 1932. december 29.) magyar színésznő.

## Életpályája
Szülei Gerstner János és Stupek Rozália voltak. 1869-ben Kolozsváron debütált táncosként. 1870–1872 között Novák Sándor társulatában szerepelt. 1872–1877 között Völgyi Györgynél játszott, közben 1874 Némethyné és Temesváry Lajos foglalkoztatta. 1877-ben Aradi Gerőnél, 1878-ban Jakab Lajosnál töltött egy évet. 1878–1882 között Beödy Gábor társulatában játszott. 1882-ben Bogyó Alajos, 1883-ban Lászy Vilmos, 1884-ben Nagy Vince, 1885-ben Tóth Béla társulatának volt a tagja. 1886–1888 között Somogyi Károlynál volt látható. 1888-ban ismét Aradi Gerőnél tűnt fel. 1889-ben Egri János társulatában szerepelt. 1890-ben Krecsányi Ignácnál játszott. 1891-ben Zoltán Gyula és Leszkay András foglalkoztatta. 1892-ben Váradi Antalnál egy évadot töltött. 1893-ban újra Leszkay Andrásnál szerepelt. 1894-ben Csóka Sándor társulatában játszott. 1895-ben Hatvani Károly társulatának volt a tagja. 1896–1898 között Tiszay Dezsőnél szerepelt. 1898–1908 között Kolozsváron lépett fel.
Népszerű operett-, népszínműénekes és komika volt. Később áttért a drámai szerepkörre.

## Színházi szerepei
- Lehár Ferenc: A drótostót – Babuska
- Gárdonyi Géza: A bor – Göre Gáborné
- Kövesi A.: Goldstein Számi – Eulália
- Bayard: Az eleven ördög – Veronika
- Szigligeti Ede: A cigány – Rebeka